# Hypancistrocerus inusiatus
Hypancistrocerus inusiatus är en stekelart som först beskrevs av Fox 1902.  Hypancistrocerus inusiatus ingår i släktet Hypancistrocerus och familjen Eumenidae. Inga underarter finns listade i Catalogue of Life.